# 오사카부 사키시마청사
오사카부 사키시마청사(일본어: 大阪府咲洲庁舎 오사카후사키시마초샤[*])는 일본 오사카부 오사카시 스미노에구에 있는 마천루이다. 코스모타워, WTC 코스모타워, 오사카 월드 트레이드 센터라고 불린다. 지상 55층이며, 46층과 47층에는 레스토랑이 있다. 52층에는 마쓰모토 레이지의 작품인 은하철도 999, 천년여왕, 하록선장 등을 전시한 코스모월드가 있다.

## 같이 보기
- 일본의 마천루 목록
- 오사카부의 마천루 목록